# Hyūga
Pour les articles homonymes, voir Hyūga (homonymie).
Hyūga (日向国, Hyūga no kuni, aussi appelée Himuka) est une ancienne province du Japon qui correspond à ce qui est aujourd'hui la préfecture de Miyazaki.
La province était entourée par les provinces de Bungo, Higo, Ōsumi et Satsuma. L'ancienne capitale provinciale était située près de la ville actuelle de Saito.
Pendant la période Sengoku, la région était divisée en deux fiefs. L'un occupait le nord de la province et s'organisait autour de la ville d'Agata (aujourd'hui Nobeoka) et de son château ; l'autre occupait le sud de la province et s'organisait autour de la ville d'Obi et de son château (aujourd'hui Nichinan). Le fief du sud de la province était tenu par le clan Shimazu.
Au début de l'ère Meiji, la province a été officiellement divisée en cinq districts.